# Lecidea protecta
Lecidea protecta är en lavart som beskrevs av Hugo Magnusson. Lecidea protecta ingår i släktet Lecidea, och familjen Lecideaceae. Arten är reproducerande i Sverige.